# Abdelilah Al Khatib
Pour les articles homonymes, voir Al Khatib.
 (janvier 2021).
Abdelilah Al Khatib (né en 1953) est un homme politique jordanien.
En 1997, il est directeur général de la Compagnie nationale des ciments.
Il est ministre des Affaires étrangères de la Jordanie de 1998 à 2002 et du 27 novembre 2005 au 25 novembre 2007.
En 2011, il est brièvement représentant personnel pour la Libye de Ban Ki-moon, le secrétaire général de l’ONU,.
En février 2012, il est pressenti comme envoyé spécial de la Ligue arabe pour la Syrie.